# Egyetem tér (Debrecen)
Az Egyetem tér Debrecen egyik tere. Itt található a Debreceni Egyetem főépülete.
A francia kertek mintájára készült, nyírott bokrokkal és sövényekkel díszített parkjában 1934-ben állították fel az első szobrokat. Az egyetem előtt állva jobbra az első szobor a nagy reformátort, Méliusz Juhász Pétert ábrázolja, Füredi Richard alkotásában a szenvedélyes hitvitázót kelti életre. Mögötte 1938-ban állították fel a debreceni nyomda alapítójának, Huszár Gálnak Ohmann Béla formázta alakját. Bal oldalon Szenczi Molnár Albert szobra áll. A nagy zsoltárfordítót, az ihlet pillanatában ábrázolta Pásztor János. Mögötte Kisfaludi Strobl Zsigmond Komáromi Csipkés Györgyöt ábrázoló életerős megformálású póztalan szobrát látjuk. A bibliafordító Komáromi Csipkés György 25 éven át tanított a Református Kollégiumban és sokat tett Debrecen kulturális felemelkedéséért.
A négy szobor elhelyezése jelképesen is hangsúlyozza, hogy az egyetem vállalja a Református Kollégium évszázados oktatóhagyományának örökségét és folytatni kívánja azt.
A tér közepén kétlépcsős szökőkutas vízmedence áll, szobrai 1965-ben kerültek ide. Jobbról Madarassy Walter műve az Ágat tartó nő, majd Várady Sándoré a Vízbe nyúló fiú; ezután Varga Imre alkotása a Pihenő nő. Balról az első Ungvári Lajos műve, a Napozó férfi, mögötte a Lány drapériával Radó Károlytól, végül a Vízbe ugró férfi Marton László alkotása.

## Debreceni Egyetem Főépülete
Az alapkő letételére 1927-ben került sor, s 1932-ben már fel is avatták a Korb Flóris tervezte neobarokk stíluselemekkel gazdag ötszintes eklektikus épületet. A tervező nem érte meg a nagy mű elkészültét. Halála után Patzó Márton irányította a munkálatokat.
A központi épület átadásakor a tudomány új csarnokára Baltazár Dezső (1871-1936) református püspök adott áldást. Az egyetem 1921-től gróf Tisza István (1861-1918) miniszterelnök nevét viselte. Főfrontja 108 méter, alapterülete 6200 m². 29 méter magas, 700 m² nagyságú üvegtetős díszudvarát árkádos folyosórendszerek kerítik. A 150 000 m³-es egyetem, a város legnagyobb épülete. Az aula egyetlen dísze Kossuth Lajos mellszobra, Pándi Kiss János szobrász alkotása. Az egyetem 1952-ben vette fel Kossuth Lajos nevét. 1956 után megindult nyugati nyelvek oktatása, a tanár szakon öt évre emelkedett a képzési idő. A díszudvar galériafalain emléktáblák örökítik meg a jogelőd Református Kollégium, majd Debreceni Tudományi Egyetem nagy egyetemi tanárainak és diákjainak a nevét.
Az egyetemi könyvtár 1918-ban nyílt meg egy belvárosi épületben. 1932-ben került a mai helyére; 1952 óta kötelespéldánygyűjtő könyvtár, minden hazai nyomdaterméket megkap, 1976-ban nemzeti jelleget kapott és így a második nemzeti könyvtár az Országos Széchényi Könyvtár mellett.
Az egyetem mellett állították fel egy hatalmas tölgyfa árnyékában, Debrecen egyik legszebb köztéri szobrát. Varga Imre Professzor című alkotása Hatvani Istvánt örökíti meg.

## Egyetemi Botanikus Kert
A központi épülettől vezet árnyas sétány a botanikus kertbe. A régi Debreceni Füvészkertet, melyet a Pap tava helyén Diószegi Sámuel és Fazekas Mihály tervezett meg, majd Kerekes Ferenc beültetett, 1925-ben felszámolásra ítélték, a Déri Múzeum építése miatt.
Az Egyetemi Botanikus Kertet akkor kezdték telepíteni és 1928-ban nyitották meg. Ötezer növényfaj tenyészik itt. A Füvészkert utódjának a világ 540 botanikus kertjével van kapcsolata. A kert ősi növényvilága azonos a Nagyerdő növényvilágával, ezért teljes mértékben védetté nyilvánították.
Itt helyezték el 1984. január 1-jén a Csillagvizsgáló Intézetet, mely a Magyar Tudományos Akadémia Napfizikai Obszervatóriumaként napjainkig működik. 1977-ben a Nemzetközi csillagászati Unió a debreceni intézetet bízta meg a napfolt katalógus összeállításával, amely száz évig Greenwichben készült.
A kertben található Kőrösi Csoma Sándor emlékfája, melyet a Csomakörösről hozott dióból neveltek és 1967-ben ültették el, Kádár professzornak köszönhetően.
2004-ben a védettség ellenére területet vágtak ki a Botanikus Kertből a bővülő egyetem részére.

## Egyetemi Református templom
Borsos József tervei szerint 1940-ben készült. Oszlopcsarnokos, timpanonnal lezárt fő frontja Debrecen legerőteljesebb építészeti stílusát, a klasszicizmust idézi. Egyben utal arra is, hogy a tudományok az ókori görög műveltségből táplálkoztak a legtöbbet.
Belsejét Haranghy Jenő virágdíszes, kazettás mennyezete és színes üvegablakai díszítették. Az egyetem számára elvették az egyháztól, majd 2001-ben visszaadták, de csak 2007-re tudja ténylegesen birtokba venni.
A templom és az egyetem között avatták fel Melocco Miklós 1956-os emlékművét.